# 拉巴斯蒂德马尔纳克
拉巴斯蒂德马尔纳克（法語：Labastide-Marnhac）是法国洛特省的一个市镇，属于卡奥尔区（Cahors）科尔南县（Cahors-Sud）。该市镇总面积28.87平方公里，2009年时的人口为1121人。

## 人口
拉巴斯蒂德马尔纳克人口变化图示